# Lisciano (Ascoli Piceno)
Lisciano  (Lëscià in dialetto ascolano) è una frazione del comune di Ascoli Piceno, in
provincia di Ascoli Piceno, nelle Marche. Fino al 1866, anno della soppressione, ha avuto la sua sede comunale.
Il paese sorge a sud della riva destra del fiume Tronto, aggrappato al versante orientale del Colle San Marco. È stato uno dei castelli dello Stato di Ascoli ed è soprattutto noto per aver dato i natali a papa Niccolò IV e fra Pacifico.

## Origini del nome
Il sito prese il nome di Luisiano dalla famiglia romana Luisa e, in seguito, si trasformò in Lisciano. Nel tempo è stato identificato anche con la denominazione Lisciano (Marche), per distinguerlo dall'omonimo centro umbro. Si chiamò Lisciano del Tronto fino al 1866.

## Storia
Il silenzio di atti documentali sull'esatta data di fondazione consente di seguire soltanto lo svolgersi delle vicende successive alla sua creazione. L'ipotesi sull'origine del sito riconduce allo stanziarsi di alcuni nuclei famigliari romani, giunti ad Ascoli, nel periodo della Guerra sociale. Tra questi si ricorda la famiglia Luisa che si stabilì a sud della città picena erigendo fabbricati residenziali e una fortezza. Dell'opera fortificata rimangono, ancora oggi, tracce visibili di antiche vestigia e l'impianto di robusti muraglioni. La Fortezza di Luisiano, nel periodo medievale, costituì il caposaldo militare dei feudatari del tempo. La citazione più antica e documentata risale all'anno 844, quando un certo Lupo di Gargimone cedette all'abbazia farfense 9 moggi di terra situati presso «Liciano territorio Trointesi».
Menzionano, più tardi, il castello di Lisciano papa Leone IX quando, nel 1052, lo conferma alla soggezione di Ascoli ed ancora, nel 1185, Federico Barbarossa che ne concede tutti i diritti al vescovo-conte Rinaldo I.
Fu retto dai dinasti della famiglia Massio, citata anche come de Maxio, di Mascio, Massi, Massei.  Tra questi si ricordano alcuni uomini illustri, quali: Alberico e Rinaldo che governarono la diocesi picena; Guglielmo da Lisciano, incoronato Principe de' Poeti da Federico II, che seguì, come frate minorita, le orme di san Francesco d'Assisi divenendone anche amico e Girolamo di Massio (o Girolamo Masci) che salì al soglio pontificio col nome di Niccolò IV il 15 febbraio 1288. Secondo la tradizione, sarebbe nato a Colle di San Martino, una villa del comune di Lisciano. Questi, durante il suo pontificato dispose varie esenzioni a beneficio dei dinasti liscianesi. Successivamente, nel 1585, anche Sisto V, con un breve pontificio, esentò la Comunità di San Martino da alcune imposte per benemerenza e riconoscimento al luogo dove era nato il papa piceno. Bonifacio IX, nell'anno 1399, dispose l'infeudamento di Lisciano, per tre generazioni, a Giovanni di Massio Tibaldeschi, capo dello schieramento guelfo di Ascoli. All'epoca i possedimenti erano divisi in due sindicati quali: Sant'Angelo e San Martino, a loro volta ripartiti in contrade. Questa distribuzione territoriale perdurò fino all'avvento del periodo napoleonico.
Il paese, sede di municipalità, fu aggregato al comune di Ascoli Piceno, nel 1866, a seguito dell'emanazione del Regio decreto n. 3413 del 14 dicembre 1866.